# セスタスシリーズ
『セスタスシリーズ』は、技来静也による日本の漫画のシリーズ。
第1部『拳闘暗黒伝セスタス』（けんとうあんこくでんセスタス）は、1997年より2009年3月まで雑誌『ヤングアニマル』（白泉社）にて連載された。
第2部は題名を『拳奴死闘伝セスタス』（けんどしとうでんセスタス）にあらためた上で、同誌にて2010年5月より2014年6月まで、次いで『ヤングアニマル嵐』（同社）へ移籍して2014年9月から2018年5月まで連載され、『嵐』休刊により『マンガPark』（同社）へ移籍して2018年9月28日から2020年6月19日まで続きを配信、さらに『ヤングアニマルZERO』（同社）へ移籍して2020年11月から連載中である。

## 物語
爛熟期を迎えつつある帝政ローマ。当時、コロシアムでは古代ボクシングが興行されていた。そこで選手として戦う奴隷たちは拳奴（けんど）と呼ばれ、過酷な環境の中で闘いを繰り広げているのだった。本編の主人公である拳奴セスタスは、体格に劣りながらも天性のスピードと師ザファルの教えたテクニックにより、難敵を打破していく。その闘いぶりが若きカエサル・ネロの目に止まり、謁見を許されるが、それを契機としてセスタスは運命の渦の中に巻き込まれていくこととなる。

## 作品概要
真の自由を欲するセスタス、父との葛藤の中でもがく天才格闘家ルスカ、皇帝としての宿命を背負ったネロ。そして、セスタスの師ザファルとルスカの父デミトリアスとの過去の因縁。物語は格闘漫画としての領域を超え、帝政ローマ時代を生きた3人の少年たちの運命を軸に描く、歴史ドラマの要素を含んだ内容となっている。
もう一つ大きな特徴として、作者による物語に関連した簡潔詳細な解説が挙げられる。格闘の大部分を占める拳闘を中心に、現代格闘技、人間工学における科学的対比による解説や、物語が進むにつれて史実の歴史的背景、および人々の生活習慣などを解説する描写も多くなっている。それらは作品の深みを引き立たせるだけなく、ローマ時代に関して詳しくない読者にも楽しめる配慮がうかがえる。
これらを踏まえて習俗や歴史的人物、事件などはかなり正確に描かれており、歴史的背景に関してはかなり忠実に表現されているが、フィクションの部分も存在するので注意が必要である。一例として、実際には徒手拳闘を旨とする部隊などは実在せず、拳闘試合も裸体で行われていた。逆に、宮廷では近衛隊以外は帯剣を許可されていなかったという史実を利用して、素手での戦闘に長けた衛帝隊が必要とされたという解釈で描かれており、極力史実に対して違和感がないように考慮されている箇所も存在する。

## あらすじ

### 第1部 拳闘暗黒伝セスタス
第I章
紀元54年10月13日正午、豪雨の中でわずか17歳のネロがローマ皇帝となった同時刻、ローマ郊外の奴隷拳奴養成所では拳奴となるための最終選考が行われ、15歳の少年セスタスは親友との戦いに挑んでいた。拳奴となったセスタスは試合のために帝都ローマを訪れ、終生のライバルとなるルスカに出会う。セスタス・ルスカの試合を見たネロは2人に興味を持ち、2人を自らの宮殿に招くが、アグリッピーナに見つかったことにより、事態は思わぬ方向へと進む。
第II章
セスタスはネロの招きにより、ルスカと共に彫刻のモデルとなるためローマ宮殿へ向かう道中で、旅芸人のメイソン一座に属するアシュレイと知り合う。メイソン一座はネロの殺害を狙う暗殺者集団であり、アシュレイはネロ殺害の実行役として役割付けられていたが、デミトリアスの内偵により計画は失敗に終わる。皇帝暗殺を謀ったアシュレイは一転して窮地に陥るが、セスタスが一計を講じる。
第III章
ルスカはローマ市内で私闘におよんだことから自宅謹慎となり、束の間の休暇を妹ルクレティア、恋人ヴァレリアと過ごすこととなった。一方、セスタスは練習試合のために徒手格闘兵団訓練校を訪れ、5人対抗の試合の先鋒として、デミトリアスの眼前で順調に勝利を重ねるが、敗北時に退学となる旨を宣告されていた訓練生側は、最後の切り札として謹慎中のルスカを登場させる。
第IV章
参等衛士としての衛帝隊入隊が認められたルスカは、その報告と共にヴァレリアに求婚、ヴァレンスにも認められ正式に婚約を交わした。まさに幸福の絶頂にあるふたりへの前祝いとして、ヴァレンスは拳奴の試合の1ヵ月間休止を決定。しかし日頃の抑圧に耐えかねた拳奴達の不満は既に臨界点に達しており、ヴァレリアの婚約発表は反乱蜂起の最後のひと押しとなってしまう。
拳奴はヴァレリアを人質に取り、たった一晩で養成所を破壊し尽くし、その勢いのままローマ市街へ雪崩れこみ多数の犠牲者を発生させる。暴動は軍によって間もなく鎮圧され、暴動に参加した拳奴は皆殺しにされたが、人質となっていたヴァレリアも拳奴の手にかかりこの世を去っていた。生き残ったのは養成所に残ったセスタスとザファル、脱走しただけで暴動には加わらなかった少年拳奴たちのみ。ヴァレリアの遺体と対面したルスカは怒りと悲しみのあまり暴走、少年拳奴に再起不能の重傷を負わせ、拳奴への憎しみは二度と消えない傷痕としてその心に刻みこまれた。そしてそれは、親友だったセスタスとの永遠の決別も意味していた。
暴動鎮圧後、ヴァレンスは賠償のため全ての財産を処分した後ローマを去り、拳奴として闘えなくなった少年たちは奴隷として別の買主の元へ行くこととなった。セスタスとザファルもまた、彼らとは別の場へ売られてゆく。
第V章
奴隷闘士養成所の崩壊によって、セスタスは師ザファルと離れた。セスタスは奴隷として売りに出され、ネロによって自身の奴隷として購入される。ネロは自らの孤独を埋める役割をセスタスに求めるが、その思いをセスタスは受け止めることができなかった。
第VI章
ドリスコ拳闘団に引き取られ、そこでザファルと再会したセスタスは、スパルタクスの乱が勃発した地であるカプアに入る。セスタスは拳闘試合で「カプアの黒猿」と呼ばれる異形の男と対戦するが、反則攻撃を受けて視界を失い窮地に陥る。
第VII章
興行のため拳闘団と共に南部の港湾都市ネアポリスを訪れたセスタスは、ヌミディア出身の中年奴隷クァルダンと出会う。ザファルと同郷で親子のような年齢のクァルダンと互いに心を通わせるセスタスだったが、闘技場に上がって対戦相手として現れたのはそのクァルダンだった。精神的に苦しみながらもセスタスはクァルダンを倒し、クァルダンは少年闘士に敗れてしまった自分の衰えを悟る。セスタスに敗れた翌日、一度の勝利だけで自由を得るため剣闘結社ケルベロスの総長タナトスとの戦いに挑むも成す術なく敗れ、クァルダンは望郷の念を抱いたままセスタスの目の前でこの世を去った。
第VIII章
ヴァレリアの死後、ルスカは二等衛士に昇格し順調に出世していたが、ヴァレリアの死が落とした心の影が拭われることはなかった。ルスカの母は、かつて幼いルスカがネロの影武者にさせられ瀕死の重傷を負って以来心を病み、妹ルクレティアは母を慰めるために母親役を演じ続けていた。父デミトリアスがそんな家庭を顧みることはなく、衛帝隊の強化と任務遂行にしか興味を示さない。ルスカの憤懣はやる方なく鬱積していきやがて爆発、訓練の場で父に決闘を挑むも圧倒的な実力差で敗北してしまう。重傷で床に伏せるルスカの脳裏によぎったのは、自由のない拳奴でありながら父親という枷を持たない、セスタスの境遇への羨望だった。
第IX章
カンパニアの農園に身を寄せた拳闘団は、闘士のふるい落としを行う団員同士の野試合を組む。負けたら拳奴としてお払い箱となり別の所へ売られてゆくことになる運命の試合で、エルナンド、ペドロ、ゲティはザファルの指導の甲斐あって全員勝利し拳闘団に残留した。セスタスはかつて団の看板闘士だったモンソンと対戦、網膜剥離を患うモンソンを一方的に叩きのめすが、片目が潰れ瀕死の重傷を負っても闘うことを止めないその気迫に、セスタスは失禁するほどの恐怖を覚える。
農園のエチオピア人農奴・ゾラはその性格から周囲に馴染めず、同僚の一言がきっかけで爆発し、十数人もの農奴をひとりで一方的に叩きのめす。暴れ者を追い出したい農園主と有望新人が欲しい団長の思惑が一致し、ゾラの拳闘団入団が決定。セスタスはモンソン戦の動揺から立ち直れないままゾラの試験試合に臨み、初手の強襲で強烈なダメージを受けながらも最終的には技術で完封し圧勝する。負け知らずの喧嘩自慢だったゾラは初めての敗北に悔し涙を流し、強くなることを誓い改めて拳闘団に入団した。
間章
オクタヴィアの随行役として市場へ向かったルスカは、占い師による10年後の不吉な占いの結果を聞く。
第X章
帝国屈指の大都市ポンペイ。当地最強の拳奴エムデンは、恵まれない体格を生かした独特の戦法と不断の努力に裏打ちされた圧倒的な実力を持ち、48連勝という怪物的な記録を誇っていた。ポンペイに到着した拳闘団は興行に参加するため有力者の元に身を寄せ、別の有力者の娘である絶世の美女サビーナがセスタスに目を留める。サビーナは自らの身辺世話をする奴隷としてセスタスを買い上げようとするも、自らの手で自由を勝ち取りたいセスタスはこれを固辞。プライドを傷つけられたサビーナは自らを慕うエムデンに、49連勝を狙う試合でセスタスを叩きのめすよう命じる。
第XI章
その出自から弟ブリタニクス以外に心を開ける相手がなく、ネロから愛されずアグリッピーナからもネロの子を産むことしか望まれていないオクタヴィアは、歳が近く献身的に自分を支えるルスカに想いを寄せるようになる。その思慕を見抜いたアグリッピーナは、自分の権力を脅かすルスカに対する謀略を巡らせ始める。
ローマ帝国と情勢が激動したパルティアとの外交交渉は決裂に終わり、両国間の戦争は避けられないものとなった。使節団は帰国前の記念と称して、不死隊とネロの衛帝隊との5対5の対抗戦を挑む。全勝を厳命された対抗戦当日、カサンドーラは女性隊士ながら先鋒を撃破、続くアドニスも連戦し2連勝。ルスカもアドニスと同じく連戦に臨み、アグリッピーナに盛られた毒薬の影響で動きを鈍らせながら辛くも勝利、ネロ、オクタヴィア、アグリッピーナに対する忠誠を高らかに宣言し、アグリッピーナの謀略を打ち砕いた。
オクタヴィアからルスカを離すことができなくなったと悟ったアグリッピーナは、自身に反抗し始めたネロのかわりにブリタニクスを次期皇帝に擁立することで権力を守らんと画策。しかし追い詰められたネロはブリタニクスを毒殺、それに乗じてアグリッピーナを中枢から排除し始める。唯一の肉親を喪ったオクタヴィアは葬儀にも参列せず王宮に籠り、かつて最愛の人を亡くしたルスカとその悲しみを共有、ふたりは皇后と衛士の壁を超え深く心を通わせるようになる。
転章
ザファルは唐突に「鶴嘴でひたすらに地面を穿て」とだけセスタス達に命じ、一切の技術指導を取りやめる。そのような生活が数カ月も続いたある日、ネロはアルメニア戦役の必勝祈願と戦費調達を目的にコンコルディア闘技大会の開催を決定、セスタスは勅命により拳闘部門の予選会へ出場することとなる。

### 第2部 拳奴死闘伝セスタス
第1章
拳闘士だけが集い観客が一人もいない闘技場において、コンコルディア闘技大会地区予選が始まる。セスタスの実力は出場闘士の中でも抜きん出ており、圧倒的な試合内容で次々と相手を下していくが、鶴嘴の特訓の意義が掴めず苛立ちはピークに達していた。そんな苦悩の中で臨んだ準々決勝で、特訓の成果が突如現れ会心の勝利を収め、拳闘士として格段の成長を遂げる。そして無傷で勝ち上がった決勝戦、同じく無傷で勝ち進んできた職業拳闘士フェリックスと対決する。
第2章
予選を突破したセスタスは、拳闘団と共に本戦が行われるシチリアへ向かう。優勝候補と目されるオリンピア拳闘部門覇者ソロンを始め、衛帝隊の拳闘士アドニス、ポンペイを離れ別の土地から勝ち上がってきたエムデンら各地の強豪16名が一堂に会し、ついに闘技大会の幕が上がる。
セスタスは第1回戦第3試合で、ザファルの師デモクリトスの指導を受けたイオタと対戦、拳闘の常識に外れた特異な戦法に苦戦するも、フェリックスの鉤突きを模倣してイオタの距離感を狂わせ勝利する。一方、順調に進む大会の裏でネロは、私腹を肥やし退任勧告にも従わないシチリア総督を衛帝隊に暗殺させ、間を置かず自らの見込んだ者を後任に据える。

## 登場人物
声の項はテレビアニメ版の声優。

### 主要人物
セスタス
声 - 峯田大夢
本作の主人公。ローマ帝国最下層の身分に位置する15歳の少年拳奴。当初はヴァレンス奴隷闘士養成所に所属していたが、拳奴達の反乱により養成所が崩壊、一時ネロに身請けされるも決別し、ドリスコ拳闘団に所属する。まだ成長期とあってかなり小柄な体格だが、天性のスピードと師ザファルより伝授された拳闘術で、体格に優る強敵達と渡り合う。拳闘試合での渾名は「瞬速の新星」「神速の拳闘児」。
驚異的なスピードを持つが、最大の武器は速さではなく「動体目標への攻撃精度」であり、その目の良さは師を以てして「異質の逸材」と賞賛するほど人間離れした動体視力を持つ。
ネロの勅命によりコンコルディア闘技大会に出場。見事に予選を突破し、本戦1回戦でデモクリトスの指導を受けたイオタを破る。
負ければ死ぬという拳闘試合に疑問を持ち、それを変えたいと思っている。
ザファル
声 - 小山力也
セスタスの師匠。かつては「ヌミディアの拳狼」の異名を持ち、あまりの強さに「史上最強」と謳われた無敗の伝説的な拳奴だったが、デミトリアスとの試合で左膝を破壊され引退。以降はヴァレンス養成所の訓練士となり、後にドリスコ拳闘団に買われる。訓練では厳しい面を見せるが、セスタスたち教え子全員の成長と安全のために最善の指導を行う、良き教育者でもある。
かつて「天才」デモクリトス（後述）から教えを受けた「実験台」の1人であり、師をして「最高傑作」と称される。
デモクリトスから従来の拳闘とは次元の違う科学的な拳闘術を習得しており、セスタスを始めとした弟子たちにも己の経験に基づいて、それを進化させた形（トレーニング法）で技術を伝授する。
セスタスの育成を「自分の負債」と称して「自由に導く責任」があるとの発言や、同郷であるクァルダンからは身振りなどから育ちの良さを指摘されるなど、奴隷となる前の素性に関しては謎が多い。
実は超強力な握力の持ち主。その握力で握られた林檎は砕けるのではなく一瞬でカラカラの芯だけになり、果汁はまるで消えたかのように周囲に霧となって飛散する。その握力（だけではないようだが）を研鑽した結果の秘技として、密着状態から敵を打ち抜く零距離の必殺拳『無間』を編み出した。作中で披露した際は支えもなく地面に立てた角材に使用したが「座ったまま・拳が角材に触れたまま」の使用で、角材が「倒れることなく」その場で粉々に爆砕するという異次元の威力を見せた。
師匠のデモクリトスを嫌っていたが、闘技大会で再会した際に彼の真意を聞いて認識を改める。
ルスカ / ルスカ・アッティクス・デミトリアス
声 - 小野賢章
ローマ帝国徒手格闘兵団衛帝隊に所属する衛士。総合格闘技パンクラティオンの使い手で、16歳の若さで既に完成された技巧を持つ天才闘士。金髪が特徴の美男子で「黄金のルスカ」「ローマのルスカ」の異名を持つ。普段は知的で誠実な好青年だが、闘いでは一切容赦しない冷酷さを見せ、またそれを対戦相手への礼儀であると考えている。自分や母ルクレティアを蔑ろにするあまりストレスで狂気へ追いやった父デミトリアスを深く憎んでおり、自らの手で倒すことを生涯の目標としている。
幼くして戦いの世界に身を置かざるを得ないセスタスに、同年代の少年として身分を超えた友情を育んでいたが、後述する事件により決別してしまう。
ネロ
声 - 上村祐翔
ローマ帝国の第5代皇帝。孤独な少年皇帝であるが、素顔は「争いを嫌う文人で美術や音楽、詩作を愛する芸術の信奉者」である。セスタスやルスカの闘いぶりに感じ入り、セスタスに対しては自らの理解者となるように求める。しかしセスタスに去られた後は、さらに孤独を深め、やがて母・アグリッピーナとも対立していくようになる。また、闘技大会中にシチリア総督をソルレオンに命じて暗殺させるなど次第に手段を選ばなくなってきた。

### ドリスコ拳闘団
ドリスコ
声 - 西村太佑
ドリスコ拳闘団団長。酒好きで腹の肥えた中年。見た目以上に根っからの商人気質で、団の新任育成士であるザファルの実力を見るためにペドロ達低ランクの拳奴を預け、皇帝の密使がセスタスを売りに来た時に裏事情を推測して彼を安値で買い取るなど、抜け目がない部分も目立つ。その一方で拳奴を自分の財産・部下として家族同様に大事にしており、「間引き」で団を抜けることになったモンソンの身を気遣うなど、人情的な一面も見せる。
ラドック
声 - 高橋良輔
ドリスコ拳闘団ナンバー1の拳闘士。別名「怒涛の烈拳」。若いころのザファルに憧れ、その憧れの強さはザファルのスタイルを独自で習得させる程に至るが、本人の弁によれば全盛期のザファルにはおよばないらしい。セスタスたちの先輩でよき兄貴分。余りの強さに弱い相手をあてがわれ、捨て試合にされることが多く、不満を募らせている。
エルナンド
声 - 西森千豊
ドリスコ拳闘団の少年拳奴で、ザファルが受け持つ訓練生の1人。気弱な性格で、細身の背高のっぽが特徴。その見た目から付いたあだ名は「ヒョロ」。
ザファルにその長身を見出され、その体躯から来るリーチを活かした拳闘の訓練を受けている。
ペドロ
声 - 鍛治本大樹
ドリスコ拳闘団の少年拳奴で、ザファルが受け持つ訓練生の1人。そばかす顔が特徴で、小心者だが見栄っ張りなところがある。自分に自信が持てない上にひねくれ者で、すぐにいじけるところからあだ名は「イジケ虫」。
セスタスと似た中肉中背の体格から、速さと手数で勝負する拳闘の訓練を受けている。が、持ち前の気性が不安定なせいで、まだ不安要素が多い。
ゲティ
声 - 梶田大嗣
ドリスコ拳闘団の少年拳奴で、ザファルが受け持つ訓練生の1人。気弱でドン臭い上に亀のように丸い体躯から「ドン亀」とあだ名されるいじめられっ子。
その体躯を活かして、相手に強引に踏み込む接近戦重視（いわゆるインファイター）の拳闘の訓練を受けている。
ゾラ
声 - 坂田明寛
エチオピア出身の黒人拳奴。カンパニアの農園で働く奴隷であったが、気性が荒く他者と打ち解けようとしないことから持て余されていた。
だが、農園の人間たちとの乱闘事件を聞きつけたドリスコによってその素質を見出され、ドリスコ拳闘団に引き取られる形で入団。入団時の試験ではセスタスの技術の前に敗北したものの、身体能力、喧嘩の駆け引き、そして闘争本能ではセスタスを凌ぐ逸材。
エドゥ
元拳奴の黒人訓練士。農園での間引きの後ドリスコ拳闘団に入団。ゾラの才能と気概に惚れ込みゾラの訓練士となる。

### ローマ帝国徒手格闘兵団衛帝隊
ローマ皇帝ネロならびアグリッピーナによって雇用されている私兵達。その役割は表向きはネロ母子を始めとする皇室の警護から間諜の摘発、裏では国内外の密偵網を敷くなど多岐にわたる。
皇宮に出仕を許される衛帝隊の正規隊士はいずれ劣らぬ徒手格闘のエキスパートたちである。
デミトリアス
声 - 東地宏樹
ルスカの実父。徒手格闘兵団衛帝隊・隊長。ローマ闘技場にて400勝を揚げ、その腕1つで地位を築き上げた。別名「アッティカの金獅子」。ザファルとの勝負で右眼を失う。非常に傲慢だが実力は超一流で、完全武装の剣闘士3人を装甲ごと破壊・殺傷する怪力を持つのみならず、打投極の技術面においても衛帝隊に比肩するものはいない。息子であるルスカに対しても傍若無人に振る舞うが、それを自分なりの教育法としている。
ディノデイモス
スパルタ出身。デミトリアス、ドライゼン、ロクサーネの師匠で、格闘技の腕で身を立てようという大望を抱いたデミトリアスの後見人として、彼らと共にローマを訪れた。ルスカの入隊と同時に現役を引退し、補佐官として後進の指導に当たる。デミトリアスに意見出来る数少ない人物で、劇中でも衛士達の前で私闘を演じるデミトリアスとドライゼンを、自分の教え子として叱り飛ばす場面がある。
ドライゼン
アルゴス出身。衛帝隊副長。実力・人格共に優れた格闘家で、ルスカの師であり、またあたかも歳の離れた兄のような存在。ドライゼン自身も、幼いころからの付き合いであるデミトリアスとは兄弟同然の間柄であり、交流の乏しいデミトリアスとルスカの父子を繋ぐ人間である。
相手の動きを利用する体術と、流麗かつ素早い打撃、鋭い関節技のすべてを兼ね備える。短期戦であればデミトリアスとも互角に渡り合う実力を持つ。
ロクサーネ
声 - 小林沙苗
アルカディア出身の、艶やかな黒髪を持つ細身の美人。女性の身でありながら二等衛士。純粋で真っ直ぐなセスタスの生き様に興味と同情を示し、師匠から教えられた「この道（拳闘）しか知らない」彼の身を案じている。セスタスが着用している鉢巻は、彼女からプレゼントされたリボンである。
ドライゼンとは幼いころからの恋仲。格闘技術も彼と同じく相手の動きを利用するものだが、打撃はほとんど用いず合気道に酷似した戦い方を得意とする。
アポロニウス
テーベ出身。壱等衛士。一見文人風の中年男性だが、実は「無血の破壊魔」と呼ばれる関節技の達人。医術や接骨の心得もあり、負傷した衛士の治療も行う。
ソルレオン
マケドニア出身。壱等衛士。常に冷笑を絶やさぬ皮肉屋。別名「ネメシスの凶刃」。衛帝隊最悪と呼ばれる殺し屋で、目突きや貫手など指先を用いた急所攻撃を好んで用いる。飛矢を見切るほどの動体視力と反射神経をもち、殺し合いなら隊最強とまで謳われる。毒や暗殺に関する知識も豊富な模様。ブリタニクスの死が暗殺であると見立てた。ネロの命をうけ、シチリア総督を暗殺した。
ダイダロス
ミケーネ出身。参等衛士。寡黙な闘士。小柄ながら筋肉質で、俊敏な上に打撃力にも秀でる。
アドニス
声 - 小野大輔
シラクサ出身。参等衛士。衛帝隊では珍しい拳闘士でルスカの親友。女性のような美貌の持ち主だが、性格はかなり短気で好戦的。お調子者だが憎めない性格をしており、隊内でのポジションもおおむねそのような扱いである。「神速の住人」の異名をとる衛帝隊随一の拳速、俊足の持ち主で、ノーガード状態から相手の攻撃を誘い繰り出す一撃必殺のカウンター「忘却の昇弾（レテのしょうだん）」、一瞬にして7つの人体急所をほぼ同時に撃ち抜く「昴（プレアデス）」を切り札とする。シチリアに帰省した際には姉に家出による不在を叱られた。
エッダ
ロードス島出身。参等衛士。大柄で褐色の肌が特徴の女性闘士。武装した男性を軽々と持ち上げ、投げ飛ばすなど女性離れした怪力の持ち主。性格も豪快で大変な大食らい。主にアグリッピーナの護衛を担当することが多い。
カサンドーラ
声 - 小松未可子
トロイア出身。参等衛士。エジプト人を思わせる、端正な顔つきの女性闘士。平素はエッダ同様アグリッピーナの護衛役を務め、後にブリタニクスの護衛に回り面倒を見るようになる。相手の気配から次の動きを予測する第六感的な能力を持つ。額飾りの紋章は蝙蝠。自分の能力に関して葛藤があるらしい。

### ローマ帝国宮廷
アグリッピーナ
声 - 井上喜久子
ネロの実母で先帝クラウディウスの後妻。激しい気性の権謀術数に優れた女傑。衰えない美貌の持ち主でもあり、性に関しても貪欲。作中ではそういった性格を表すために、ネロや実兄であるカリギュラとの近親相姦のエピソードが採用されている。反面、酒に酔うと涙もろくか弱い一面を覗かせるなど、母親と女性の両面が描かれている。
オクタヴィア
ネロの妻で先帝クラウディウスの実子。可憐な少女。生母メッサリーナの乱行により不幸な子供時代を過ごす。ネロとの夫婦関係は当初からなきに等しく、徐々にルスカに魅かれていく。アグリッピーナの誘導に引っかかり、意中の人の名をルスカであると喋ってしまう純粋だが間抜けな一面がある。このことでアグリッピーナによってルスカは「毒を混ぜた杯か無毒の杯か」を選ぶ窮地に立たされる。
ブリタニクス
オクタヴィアの実弟。てんかんの持病を持っていて病弱。東方へ旅立ったティトゥスとは親友関係。カサンドーラに恋慕している模様。自ら進んで、ネロと対立を深めるアグリッピーナの手駒になろうとした矢先に急死する。
セネカ
ローマ帝国重臣にして当代きっての文人。ネロの家庭教師でもあった。
ブルス
ローマ帝国重臣。近衛隊のトップを務める。デミトリアスが隊長を務める「衛帝隊」とはライバル関係にある。
パラス
アグリッピーナの寵臣。先帝のクラウディウス後妻にアグリッピーナを推したため、政権交代後もしぶとく生き残っている。解放奴隷出身であるため元老院からの評判が悪い。
ペトロニウス
ネロの詩作の友。
ゲリウス
元第4大隊主力先隊長。衛帝隊が近衛隊を差し置いて皇帝の警護している状況を気に入らず、密かに決闘を持ちかける。素手の戦闘で4人殺している猛者だが、対決したアポロニウスに全身の関節をことごとく外され、廃人となる。

### ヴァレンス拳闘士養成所
ヴァレンス
声 - 吉富英治
物語の開始点となったローマの「ヴァレンス拳闘士養成所」の経営者。拳奴たちの上に君臨する暴君。逆らう者はむろん、弱くて役に立たないと見なした者は子供であっても躊躇無く抹殺する。セスタスやザファルを含む、所有する奴隷の右手甲に自身の名前と勝利の頭文字である「V」の焼印を押している。出世欲・功名心が強く、一人娘のヴァレリアとルスカの婚姻を認めたのも、皇帝の側近であるデミトリアスの息子という立場に目をつけたがためであった。しかし、暴政のつけが拳奴たちの一斉蜂起として爆発、財産も名誉も家族も、一夜にしてすべて失い破滅する。セスタスにとっては鬼畜にも劣る相手だったが、娘の亡骸を前に号泣する姿は当たり前の人間であった。
ヴァレリア
ヴァレンスの一人娘。父親に似ず、誰にでも別け隔てなく接する優しさを持ち、その見た目とは裏腹に芯のしっかりした（ヴァレンスは母親譲りだと評した）人格者の美少女。その性格からか、父の拳奴達に対する酷い扱いに反発していた。
ルスカの幼馴染にして婚約者であり、ルスカの親友セスタスとその僚友である拳奴の待遇改善を父に約束させるところまで漕ぎ着けたものの、それを周知させる直前に拳奴の反乱に巻き込まれ、”暴君ヴァレンスの娘”として扱われた挙句、その命を落とす。セスタスも彼女に密かに憧れており、彼女を救おうと反乱計画の影で行動を起こしたが、結局助けることはかなわなかった。ヴァレリアの死によって、ルスカは全ての拳奴へ憎悪を抱くようになり、それは身分違いの親友であったセスタスとも袂を分かつ要因ともなった。（その憎悪の根深さは、後日に再開したセスタスとの会話中に興奮のあまり”拳奴”と罵る態度でも明瞭に表れている。）
ジオゲネス
ヴァレンスが買い付けた格闘士。コリントス出身。レスリングで48勝、パンクラティオンで20勝を超える戦績を持つ。80勝拳奴をも叩きのめす腕前を持ち拳闘を見下していたが、ザファルに勝負を挑まれ、キドニーブロー（腎臓打ち）を食らって敗北した。拳奴が反乱を起こした際にザファルに復讐を企てた末にセスタスと対決するが、完治していない腎臓を痛打され倒された。その後意識を取り戻して逃亡し、通りすがりの女性を強姦しようとしていたところをデミトリアスに見とがめられるや、首筋に叩き込まれた手刀の一撃であっけなく死亡するという惨めな最期を遂げた。
ボリス
80勝拳奴。拳闘を見下すジオゲネスに挑むが歯が立たず敗れる。
ロッコ
声 - 古本新乃輔
セスタス達見習い拳奴達のリーダー的存在といえる少年。同年代の中では最も体格がよく、度胸も腕っ節も一級品と評され、性格も公明正大で懐の深いところがあり、小柄なゆえに非力だったころのセスタスをよく庇ってくれた。拳奴を選抜する試合でセスタスに敗れ、『負け犬は必要なし』とヴァレンスの命を受けた兵達によって矢の斉射を浴びて殺された。このことによりセスタスは心に深い傷を負い、またこの日が雨だったことでありセスタスは雨の日が決まって憂鬱になるようになった。
アベル
セスタスと同じ少年拳奴。拳奴の反乱時に逃亡するも捕まり、ルスカの暴走により拳闘生命を絶たれ、怪我の治療後に再び売却される。
チーノ
セスタスと同じ少年拳奴。セスタスの実力やネロに目をかけられていることなどからセスタスを妬み、一時距離をとるが養成所の崩壊後に和解する。拳奴の反乱時に逃亡するも捕まり、ルスカの暴走により拳闘生命を絶たれ、怪我の治療後に再び売却される。
ミゲル
声 - 西森千豊
セスタスと同じ少年拳奴。ロッコ亡き後の一番のセスタスの理解者であり、一時仲間から孤立していたセスタスに対する態度を変えることはなかった。拳奴の反乱時に逃亡するも捕まり、ルスカの暴走により拳闘生命を絶たれ、怪我の治療後に再び売却される。

### ポンペイ
サビーナ
声 - 遠藤綾
ポンペイで一番の大富豪令嬢にして、絶世の美女。並外れた美貌によって多くの人間から敬慕されているが、それゆえに世間知らずな驕慢さをも身に着けており、トラブルの種となりやすい立場にある。
ファブリウス
声 - 綿貫竜之介
ポンペイの富豪。ドリスコが先代に世話になっていた。苦労知らずの2代目。父が育てた奴隷秘書のナシカに全幅の信頼を置いており、家に必要な実務の全てを委ねている。
エムデン
声 - 竹内良太
ポッパエア家に幼少のころ買われたポンペイ最強の拳闘士。「寡黙な門番、番拳エムデン」の異名を持つ。サビーナに対して偏執的な敬愛を示し、ただ彼女に振り向いてもらうために「最強」を目指し続ける男。
ザファルと同様、デモクリトスから教えを受けた彼の「実験台」の1人。デモクリトスから鉄壁とも言える防御主体の拳闘術を習得しており、ガードをこじ開けようと懐に飛び込んで来た相手の首筋目がけて、鉄槌の如き拳を振り下ろす「断頭」と呼ばれる「文字通り」の必殺技で仕留めるのがスタイル。
セスタスに敗れ連勝記録が途切れた後、ポンペイを離れることとなる。その後、再起をかけて闘技大会拳闘部門に出場、モンソンと共にセスタスと会場で再会する。大会の1回戦第2試合でアブダットのマレクと対戦、延髄打ちの1つ『断頭』で勝利する。
ナシカ
声 - 内田夕夜
通称「鼻曲がりのナシカ」。ファブリウス家に幼少のころ買われた奴隷秘書。奴隷の身分ではあるが秘書として高い能力を持ち、ぐうたら2代目の代わりにファブリウス家の実質的な差配を取り仕切っているのは彼である。
幼少時にエムデンとサビーナ付き奴隷の権利を争って敗れ、名前の由来となる怪我を負うが、それゆえ拳奴としての道を選ぶことなく、ファブリウス家の先代の下で教養を与えられ、勉強に勉強を重ねてローマの貴人に相応しい教養を身に着け、ファブリウス家での立場を勝ち取った努力の人。

### パルティア
ロシュタム
不死隊隊員。アッシリア出身。御前試合で先鋒を務める。カサンドーラを女性と侮って激昂するも不覚を取る。
シャルゴン
不死隊隊員。バクトリア出身。御前試合で次鋒を務める。アドニスの軟派な外見に油断し敗れる。
バニパル
不死隊隊員。ガウガメラ出身。御前試合で中堅を務める。前の2人の敗北から油断せずに挑み、その握力にて一矢報いるが、怒ったアドニスに猛反撃され敗北する。
ビスタネス
不死隊隊員。メディア出身。御前試合で副将を務める。ルスカを打撃闘士と見誤り寝技に持ち込むが、逆に絞め技にて敗れる。
ハンムラビ
不死隊副長。バビロン出身。御前試合で大将を務める。本調子でないルスカを追い込むも、勝利への執念を込めた頭突きを何発も打ち込まれ敗れる。
バルディア
不死隊隊長。アルベラ出身。不死隊でも最強の実力者で、試合にこそ登板しなかったが、本気のデミトリアスと互角に渡り合った戦闘力の持ち主。持ち味を発揮できないまま御前試合に全敗したことで武名が地に堕ちた不死隊の名誉を取り戻すためと、部下たちの弔い合戦のために路上にてデミトリアスに一騎討ちを挑み、死闘を演じた末に敗死し、遺体はデミトリアスによって川に流される形で葬られた。勝負の様子こそ描かれなかったが、長い間実戦で本気を出す機会に恵まれず苛立っていたデミトリアスは満身創痍になりながらもこの戦いに満足し、世界には見知らぬ強豪たちが溢れていると、笑顔と共に不死隊への評価を見直し、バルディアに最大級の賛辞を贈った。

### 剣闘結社ケルベロス
全員が伝説の怪物をイメージした武具を身につけ、仮面で顔を隠している。死亡した対戦相手の関係者からの報復を避けるために普段も素顔を晒さず、遠征先でも毒殺を避けるために饗応は受けず自分たちで用意した食事しか口にしない。
冥送のタナトス
剣闘結社ケルベロスの首領。死神をイメージした甲冑を身につけている。威風堂々たる武人としてセスタスに強い印象を与える。
血風のメドゥーサ
女性剣闘士で、タナトスの高弟の1人。サメの歯を縫い付けた鞭を武器としている。
激震のサイクロプス
タナトスの高弟の1人。一つ目巨人（サイクロプス）をイメージした甲冑を身につけた大男で、三叉槍を振り回して盾や兜をも紙のように易々と切り裂く怪力の持ち主。
双角のグリフォン
タナトスの高弟の1人。三日月刀による二刀流の使い手。

### 闘技大会拳闘部門出場者
ハミルカル
ヒスパニア・コルドバ出身の自由闘士。「不敗の拳豪」の異名を持つ西の優勝候補。第1試合でロキと対戦、手数の多さで圧倒しようとするがロキの強烈な掌打に敗れる。
ロキ
声 - 小山剛志
北方ガリア出身の人間離れした体格の巨漢。大会での通称は「最北（さいはて）のロキ」。拳闘技術を持たない素人ながら超人的な怪力を誇り、第1試合ではハミルカルを平手打ちのみ圧倒し勝利した。
巨体を維持するための食事量もすさまじく、初対面の給仕は食糧庫を空にされる懸念を抱くほど。通常は水で薄めて飲むワインも濃縮原液のまま水のように飲み干してしまう。
マレク
ナバテア王国アブダット出身の王室衛士。優勝の報酬として病の床にある王にローマの名医を派遣するため、大会に参加する。
本業は剣士であり拳闘士としては未熟ながら、一撃必殺の奇策で勝ち上がってきた。1回戦第2試合でエムデンと対決、強烈な不意打ちで一度は地に這わせるが、拳闘が不得手であるため追撃を満足に行えず、回復したエムデンの逆襲を受け、敗れた。試合後、旅立って間もなく王が崩御していたと知らせを受け、大会を見届けることなくひとり故国へと帰っていった。
イオタ
声 - 三上哲
マケドニア出身の解放拳奴。大会での通称は「触れ得ざる亡霊」。ザファルとエムデンの師であるデモクリトスの弟子。痩身で骨格が細く拳闘士らしからぬ体格をしている。
農家の9人兄弟の末弟として生まれ、12歳の時に自分を虐げる家から飛び出した直後奴隷業者に捕まり、荘園の農奴にされる。荘園でも虐げられる存在であったが、必死に抵抗を続けた結果反抗的とみなされて追い出され、養成所に送られ拳奴となる。拳奴としても肉体的・精神的才能に恵まれず他の拳奴たちのかませ犬となっていたところをデモクリトスに見初められ、単発の軽打でのヒットアンドアウェイを相手が降参するまで何時間でも続ける戦法を教えられる。常に客から罵声を浴びる不人気拳闘士ながらも連勝し、手持ちの金を自分に賭け続けることで短期間で解放拳奴となった。
1回戦第3試合でセスタスと対決、いつも通り打ち合わず距離を保ち続ける戦法で主導権を握ったが、フェリックスの使っていた伸びのある鉤突きに惑わされて強烈なダメージを受け、そのまま追撃に押し込まれて敗れた。試合後はデモクリトスの下を去り、「拳闘士として積み上げてきた自信があればどうとでも生きていける」と送り出されていた。
パウサニアス
マウレタニア出身の職業拳闘士。接近戦の巧者。1回戦第4試合でカーメスと対戦、その戦績から大半の人間に勝利を確実視されていたが敗れる。
カーメス
属州エジプト・メンフィス出身。パウサニアスと同様の接近戦の巧者。1回戦第4試合でパウサニアスと対戦、熾烈な接近戦の末、下馬評を覆し勝利した。
クロイソス
テッサロニケ出身の元傭兵。「旅警」を自称し隊商の用心棒をしていたが、「使われる側」でなく「使う側」として人生をやり直したいと、優勝して大金を手に入れるべく大会に参加する。1回戦第5試合でギデオンと対決、拳闘技術では上回っていたが圧倒的な強打にねじ伏せられ、顎を割られて敗れた。
ギデオン
エルサレム出身のユダヤ教徒。大会での通称は「イスラエル（神と戦う兵）」。ユダヤ人としてのアイデンティティが強く、ユダヤ教の戒律を頑なに守り、出身地を属州ユダヤと呼ばれると怒りを露にする一方で、ユダヤの反ローマ主義者とは反目しあっている。
拳闘技術は高くないが、それを補って余りある強打は大会随一と言われ、強烈な直突き「破城槌」で予選での対戦相手全員を再起不能にしたことから「鉄血の破壊者」の異名を取っている。1回戦第5試合でクロイソスと対戦、相打ちの一撃で優位に立ち、破城槌でガードの下のクロイソスの顎を割り勝利した。
ユヴァ
ヌミディア出身の傭兵。想い人カビリアのため傭兵稼業を引退して拳闘士になり、大金を手にするため大会に出場する。
1回戦第6試合でソロンと対戦、手も足も出ず一方的な敗北を喫した。負けて故郷へ帰る時には、賞金を得られなかったことを悔やみながらも、危険な仕事を嫌がるカビリアの望みを叶えられたことに安堵の表情を見せていた。
ソロン
声 - 立花慎之介
キプロス出身。オリンピア競技祭の拳闘部門優勝者で他にも四大大会を全て制覇しており、「偉大なる（マーニュス）」と称され優勝候補の筆頭と言われている。名門貴族の出身で本業は教師、幼馴染の妻ヘレネとの間に1男1女がいる模範的な社会人・家庭人で、まだ公務に携われない28歳の若年ながら誰もが羨む社会的評価を得ている。
拳闘士としては相手の機先を制する「機眼」に長け、両利き体質を生かして相手を全く触れさせることなく完封する戦法をとり、1回戦第6試合でユヴァを下した試合はデモクリトスからも絶賛されている。
ムタンガ
声 - 日野聡
アフリカ出身の狩猟士。黒人。諍いを解決するために行われていた部族間の拳闘試合が興行師ゾルバの目に留まり、1年もの間拳闘士にならないかと口説かれ続け、自分の村に井戸を掘るため大会に出場する。
狩猟生活で培った沈着冷静で常に警戒を怠らない精神力を持ち、拳闘技術も我流ながら極めて完成度が高く、長い腕から繰り出される強烈なワンツーパンチはゾルバに「矢の左、槍の右」と名付けられている。
1回戦第7試合でアプデロスと対戦、対峙した時点で格の違いを見せつけ精神的にも試合的にも圧倒、追い詰められたアプデロスが繰り出した反則攻撃も難なくかわし勝利する。入場して闘技場から失神したアブデロスが運び出されるまで、一瞬もアブデロスから視線を離さなかった。
セスタスと互角の戦いを繰り広げるが、狩人として我流の戦い方をしていた癖が仇となり拳闘の技術を磨き上げてきたセスタスにわずかな差で敗れる。戦いを通して通じるものがあったようで、一度も言葉を交わさないながらも別れの際には友情らしきものが芽生えていた。
アブデロス
トラキア出身の死刑囚。大会での通称は「赤髭」。禿頭に髭面の大男。拳闘経験は皆無で鍛錬らしき鍛錬をしていないにも関わらず、並みの闘士を遥かに凌ぐ強靭な肉体を誇る。
強姦されて出来た子供であったことから生まれた直後に母親に捨てられ、短気で粗暴な性格のため複数の里親にたらい回しにされ、12歳の時に厳しくしつけようとした最後の里親を殺害し、村を飛び出す。以来あらゆる犯罪に手を染め、30歳の時に逮捕され死刑判決を受けるも2度の絞首刑執行を生き延び、処分しあぐねたトラキア総督から「終身闘奴」として死ぬまで闘い続けるよう命じられた。
1回戦第7試合でムタンガと対戦。隙を一切見せないムタンガに精神的に圧倒され、追い詰められて行った反則攻撃も通じず、そのまま一方的に殴られ敗北した。デモクリトスは心身を鍛えてこなかったが故の精神的な弱さと美学のなさを指摘し、負けるべくして負けた試合と評している。
ニコラウス
ニコメディアの3代続く闘士の名家の当主。大会での通称は「闘公子」。幼いころから拳闘士として厳しく教育され続けた結果冷酷で独善的な性格となり、拳闘も家名を守るための手段としか捉えていない。
1回戦最終試合でアドニスと対戦。30秒間は両手を封印、続く30秒間は左手のみを解放、60秒後に初めて両手を使うと宣言したアドニスの態度に激怒するも、拳打を1発も当てることができないまま左手一本で圧倒され、60秒経って両手が解放されるとなす術なく倒された。

### その他の拳闘士
ギドン
声 - 田島章寛
拳奴となったセスタスの最初の対戦相手。セスタスを子供と侮り一方的に敗れる。その後皇帝に助命を請うが処刑された。
「流浪の拳獣」ケンドール
声 - 小野寺悠貴
カルタゴ出身の拳奴。ルスカと対戦し、関節技で倒され試合後に処刑された。
「熱砂の黒蠍」ムベイロ
アラビア出身の90勝を越す拳奴。ルスカと対戦して敗れ、蹴り殺された。これがルスカが初めて対戦相手を殺した試合である。
クァルダン
ザファルと同じヌミディア出身の奴隷。ネアポリスの港の奴隷頭を務めており、溺れていたセスタスを助け親身に相談に乗るが、実は拳闘士でもあり、セスタスと自由のかかった試合で対峙する。
右利きでありながら左利きの構え（現代ボクシングでいうコンバーテッド・サウスポー）を取り、利き腕にして主力武器である右の連射をメインとした攻撃で敵を制圧するという、一風変わった拳闘スタイルの持ち主。セスタスに敗れた後、剣闘結社ケルベロスの首領「タナトス」と一か八かの勝負に臨むが、無惨な敗死を遂げる。セスタスの心にも大きな影を残した。
オルレンテス
カプアの元拳奴で、実力で自由を勝ち取った後も引退しなかった「職業拳闘士」の人気選手。生まれつき恵まれた頑強な巨躯の持ち主で、『不倒の拳雄』の異名を持つ。「避けるよりも受けて耐え、どちらかが倒れるまでひたすら殴り合う」という拳闘黎明期に流行った古い形式での試合を得意とし、ザファル曰く“古式ゆかしい典型的な拳闘士”。既に全盛期は過ぎ去り、拳闘を続けているのも半ば趣味のようなものだが、単純なパワーやタフネスは未だ健在とされ、当時のセスタスを圧倒していた。反面、足を止めての接近戦を主体とする戦闘スタイルのため足回りが悪く、素早いセスタスを捕捉できず、耳の裏を突かれ三半規管が麻痺して打たれ強さを活かす暇もなく倒された。
モンソン
ドリスコ拳闘団の古参拳奴。一度も痛めたことがないという自慢の頑健な拳と打たれ強さを武器に成り上がり、ドリスコ拳闘団でも稼ぎ頭として活躍していた実力者だったが、拳闘以外で生きていくビジョンを持てなかったことと、稼いだ賞金を遊興に費やして借金返済に充てなかったために拳奴から脱却することは出来なかった。近年は加齢による衰えと長年に渡り蓄積した故障が祟り、勝てなくなって落ちぶれていた。ドリスコに自身の健在ぶりを示すためにセスタスに試合を挑むも敗れ、最早自身がまともに戦える状態ではないことを認めた。しかし、引退して訓練士への転向を勧めるドリスコやザファルの誘いを断り、死ぬまで現役であり続ける道を選び、別の場所へ売り払われ去っていった。
『赤い暴風』フェリックス
声 - 森久保祥太郎
セスタスの闘技大会予選の決勝の相手。名前には「幸運」の意味があり、運と実力を併せ持つ。柔軟な肩関節を活かした振り回し挟撃で相手を壁際に追い詰め、最後は接近戦で止めを刺す戦闘スタイルを得意とする。
ゼイン
声 - 南嶋毅
セスタスの闘技大会予選の一回戦の相手。目を合わせようとしないセスタスを侮り、先制攻撃を仕掛けるが逆にカウンターを被弾。そのままセスタスの拳速に対応できず一方的に敗れた。
ガルロ
「猛牛」の異名を持つ強打者。拳闘部門出場する予定だったが、極限の鍛練で自分を追い込みすぎ、体調を崩して大会予選に出場できなかった。アドニスが自分と同じように体調不良（骨折）で予選を免除され、皇帝の推薦で出場すると聞いて不公平に感じ大会前に挑戦に来た。アドニスの挑発にのり、攻撃をかわされたところを顎先にソフトグローブのピンポイント・ブローを受けて脳震盪を起こして倒された。

### その他の人物
デモクリトス
声 - 菅生隆之
現役時代のザファル、エムデン、イオタの指導教官。カディス出身。帽子まで黒ずくめの服装で髭をたくわえた初老の男性。師匠（ドクトル）とも呼ばれる。
並外れた拳闘理論と相手を魅惑する弁舌・洞察力、旺盛な好奇心を誇り、手掛けた教え子を皆強豪へと成長させている。弟子の成長を通して自らの研究を深めることを人生の目標としており、そのためザファルからは持論の構築にしか興味がない悪魔的な人物と言われていたが、実際は強い反骨心を持ちながら伸び悩んでいる闘士を教え導くことにも無上の喜びを感じており、後にザファルもその姿勢を理解した。
長らく才能のある戦士をさらに成長させる方針を執っていたが、あらゆる面で群を抜く天才だったザファルの指導をきっかけに考えを変え、エムデンやイオタのように才能に恵まれない人間を戦術の力で勝たせる主義となった。自身も元闘士だったが、三流のまま終わったという。
アシュレイ
トラキア出身の軽業とナイフの扱いを得意とする男装の少女。大道芸人を装った皇帝暗殺の刺客一味の1人であり、宮廷内でセスタス達と出逢う。
暗殺自体は予測されていたため失敗に終わり、彼女自身も身代わりとして皇帝に扮したルスカに捕まるが、弁明の場において、彼女を死なせたくないセスタスとそれを見かねたルスカ、両名の身体を張った機転により、死罪を免れた。その後流刑に減刑されるが脱走する。
セスタスに逢いに再びローマへ赴くが、訪ねたヴァレンス養成所は崩壊しており、セスタス含め奴隷達はすでに別の場所に移されていたため、すれ違いで会えずじまいだった。
ルクレティア
ルスカの妹。年齢に似合わず、兄の身を案じながらも家を守るしっかり者。心の病を患った母の面倒を見ている。なお、母も同名である。
ヒメネス
ナポリの顔役の商人でドリスコとは旧知の仲。ドリスコから商売はやりてだが博才は冴えないと評される。表向きはドリスコを歓迎しているが本当はラドックのせいで大損した時の仕返しが目当て。クァルダンがセスタスに敗れたことで結局は大損する。剣闘結社ケルベロスを呼び寄せた。
ゾルバ
ドリスコとは旧知の同業者。ムタンガの主。情報収集力があり、イオタやギデオンの情報もある程度つかんでいた。
ヘレン
闘技大会の出場者ソロンの妻。ソロンとは深く愛し合っており、闘技大会大会中は食堂に頼み込んで家族のために料理をしている。
カビリア
ユヴァが想いを寄せているヌミディアの女性。ユヴァの傭兵稼業を快く思っていない。

## 書誌情報
- 技来静也『拳闘暗黒伝セスタス』 白泉社〈ジェッツコミックス〉、全15巻
  1. 1998年5月29日発売[7]、ISBN 4-592-13321-8
  2. 1998年11月27日発売[8]、ISBN 4-592-13322-6
  3. 1999年5月28日発売[9]、ISBN 4-592-13323-4
  4. 1999年12月17日発売[10]、ISBN 4-592-13324-2
  5. 2000年6月29日発売[11]、ISBN 4-592-13325-0
  6. 2001年1月29日発売[12]、ISBN 4-592-13326-9
  7. 2002年2月28日発売[13]、ISBN 4-592-13327-7
  8. 2003年9月29日発売[14]、ISBN 4-592-13328-5
  9. 2004年8月27日発売[15]、ISBN 4-592-13329-3
  10. 2005年2月28日発売[16]、ISBN 4-592-13330-7
  11. 2005年9月29日発売[17]、ISBN 4-592-14371-X
  12. 2006年8月29日発売[18]、ISBN 4-592-14372-8
  13. 2007年7月27日発売[19]、ISBN 978-4-592-14373-4
  14. 2008年6月27日発売[20]、ISBN 978-4-592-14374-1
  15. 2009年5月29日発売[21]、ISBN 978-4-592-14375-8
- 技来静也『拳奴死闘伝セスタス』 白泉社〈ジェッツコミックス→ヤングアニマルコミックス〉、既刊12巻（2024年11月28日現在）
  1. 2011年4月28日発売[22]、ISBN 978-4-592-14821-0
  2. 2012年2月29日発売[23]、ISBN 978-4-592-14822-7
  3. 2012年12月26日発売[24]、ISBN 978-4-592-14823-4
  4. 2013年12月27日発売[25]、ISBN 978-4-592-14824-1
  5. 2015年3月27日発売[26]、ISBN 978-4-592-14825-8
  6. 2016年3月29日発売[27]、ISBN 978-4-592-14826-5
  7. 2017年5月29日発売[28]、ISBN 978-4-592-14827-2
  8. 2018年9月28日発売[29]、ISBN 978-4-592-14828-9
  9. 2019年6月28日発売[30]、ISBN 978-4-592-14829-6
  10. 2021年3月29日発売[31]、ISBN 978-4-592-16160-8
  11. 2023年5月29日発売[32]、ISBN 978-4-592-16313-8
  12. 2024年11月28日発売[33]、ISBN 978-4-592-16314-5
- 技来静也『拳闘暗黒伝セスタス アニメ放送記念1〜3巻SPECIALパック』 白泉社〈ヤングアニマルコミックス〉、2021年3月29日発売[34]、ISBN 978-4-592-16235-3

## テレビアニメ
『セスタス -The Roman Fighter-』（セスタス ザ・ローマン・ファイター）のタイトルで、2021年4月から6月までフジテレビ『+Ultra』枠ほかにて放送された。ナレーションは大塚明夫。同年10月下旬にBlu-ray BOXが完全受注生産限定で発売予定。

### スタッフ
- 原作 - 技来静也「拳闘暗黒伝セスタス」「拳奴死闘伝セスタス」[1]
- 総監督・シリーズ構成 - 川瀬敏文[1][5]
- シリーズディレクター - 門間和弥[5]
- 3Dキャラクターデザイン - 吉國圭[5]
- 2Dキャラクターデザイン - 志賀祐香、中澤あこ[5]
- プロップデザイン - 神園純一、鎌倉和人
- 美術監督 - 永吉幸樹[5]
- 美術設定 - 佐藤正浩、小幡和孝、海老澤卓也、鷹野香織、岡本好司、菅田峰晃、林竜太、渡邉匡城、荒井和浩
- 色彩設計 - 金光洋靖[5]
- 撮影監督 - 佐藤哲平[5]、佐藤浩一郎
- CG監督 - 林成輝[5]
- CG制作 - LOGIC&MAGIC[1]
- アクションコーディネーター - 六本木康弘[5]、おぐらとしひろ
- 格闘シーンアドバイザー - 亀海喜寛[5]
- 編集 - 吉武将人
- 音響監督 - なかのとおる[5]
- 音楽 - 得田真裕、眞鍋昭大、植田能平[1]
- 音楽制作 - サンライズミュージック、フジパシフィックミュージック
- 音楽プロデューサー - 黒田学、松田隼典
- プロデューサー - 熊本統夫、峯岸功、山田茂樹
- 制作 - BN Pictures[1]
- 製作 - セスタス製作委員会（フジテレビジョン、BN Pictures、博報堂DYメディアパートナーズ、白泉社、バンダイナムコライブクリエイティブ、バンダイ、BANDAI SPIRITS、BSフジ）

### 主題歌
「エンデヴァー」
Dragon Ashによるオープニングテーマ。作詞はKj、作曲・編曲はDragon Ash。
「きれいだ」
門脇更紗によるエンディングテーマ。作詞・作曲は門脇、編曲はSasanomaly。

### 各話リスト
| 話数   | サブタイトル   | 脚本     | 絵コンテ            | 演出            | 作画監督                                          | 初放送日       |
| ------ | -------------- | -------- | ------------------- | --------------- | ------------------------------------------------- | -------------- |
| 第1話  | 拳奴セスタス   | 川瀬敏文 | 門間和弥 長井惟杜子 | 小坂春女        | 上野泰寛 青野厚司 門智明 服部憲二 高橋晃 志賀佑香 | 2021年 4月15日 |
| 第2話  | 異種格闘       | 川瀬敏文 | 小坂春女            | 小坂春女        | 志賀佑香 高橋晃                                   | 4月22日        |
| 第3話  | 拳闘の犬たち   | 川瀬敏文 | 吉武薫              | 門間和弥 柳川智 | 志賀佑香                                          | 4月29日        |
| 第4話  | 明日への生還   | 三浦浩児 | 吉武薫              | 吉武薫          | 志賀佑香                                          | 5月6日         |
| 第5話  | 希望の在り処   | 川瀬敏文 | 門間和弥            | 門間和弥        | 志賀佑香 高橋晃                                   | 5月13日        |
| 第6話  | 女神との決別   | 川瀬敏文 | 佐藤誠              | 門間和弥 柳川智 | 高橋晃                                            | 5月20日        |
| 第7話  | 檻のなかの叫び | 三浦浩児 | 佐藤誠              | 門間和弥 柳川智 | 志賀佑香 高橋晃                                   | 5月27日        |
| 第8話  | 開眼           | 三浦浩児 | 吉武薫              | 門間和弥 柳川智 | 志賀佑香 高橋晃                                   | 6月3日         |
| 第9話  | 幸運な男       | 川瀬敏文 | 池田成              | 門間和弥 柳川智 | 高橋晃                                            | 6月10日        |
| 第10話 | 静かなる布石   | 三浦浩児 | 福田己津央          | 吉武薫          | 高橋晃                                            | 6月17日        |
| 第11話 | 新たなる戦場   | 川瀬敏文 | 小坂春女            | 小坂春女        | 志賀佑香 高橋晃                                   | 6月24日        |

### 放送局
| 放送期間                | 放送時間                     | 放送局         | 対象地域   | 備考                                        |
| ----------------------- | ---------------------------- | -------------- | ---------- | ------------------------------------------- |
| 2021年4月15日 - 6月24日 | 木曜 0:55 - 1:25（水曜深夜） | フジテレビ     | 関東広域圏 | 製作参加 / 『+Ultra』枠                     |
|                         | 木曜 1:55 - 2:25（水曜深夜） | テレビ西日本   | 福岡県     |                                             |
| 2021年4月16日 - 6月25日 | 金曜 1:55 - 2:25（木曜深夜） | 関西テレビ     | 近畿広域圏 |                                             |
| 2021年4月18日 - 6月27日 | 日曜 1:55 - 2:25（土曜深夜） | 東海テレビ     | 中京広域圏 |                                             |
| 2021年4月19日 - 6月28日 | 月曜 1:10 - 1:40（日曜深夜） | 北海道文化放送 | 北海道     |                                             |
| 2021年4月22日 - 7月1日  | 木曜 0:00 - 0:30（水曜深夜） | BSフジ         | 日本全域   | 製作参加 / BS/BS4K放送 / 『アニメギルド』枠 |

インターネットではFODにて独占配信される。
| フジテレビ +Ultra | フジテレビ +Ultra            | フジテレビ +Ultra |
| 前番組            | 番組名                       | 次番組            |
| ----------------- | ---------------------------- | ----------------- |
| BEASTARS（第2期） | セスタス -The Roman Fighter- | NIGHT HEAD 2041   |